# Witali Markowitsch Primakow

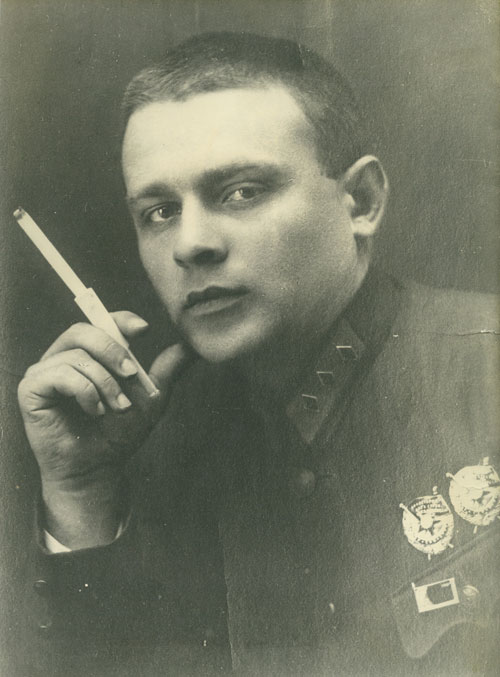
Primakow, um 1925

Witali Markowitsch Primakow (russisch Виталий Маркович Примаков; * 18. Dezemberjul. / 30. Dezember 1897greg. in Semeniwka; † 12. Juni 1937 in Moskau) war ein sowjetischer General der Roten Armee und Militärattaché. Er wurde am 22. November 1935 zum Komkor ernannt.

## Leben
Primakow, Sohn eines Lehrers, trat  1914 der SDAPR(B) bei. Bereits als Schüler wurde er 1915 wegen der Verteilung Anti-Kriegs-Flugblätter unter Soldaten der Tschernogower Garnison nach Sibirien verbannt.
Im April 1917 kehrte er aus der Verbannung zurück und wurde im Juni Mitglied des Kiewer Komitees der SDAPR(B). Im August 1917 trat er in das Infanterie-Reserve-Regiment in Tschernigow ein. Das Regiment wählte ihn zum Delegierten des II. Allrussischen Sowjetkongress in Petrograd. Primakow nahm am Sturm auf das Winterpalais am 7. November 1917 sowie an der Niederschlagung des von Kerenski und Krasnow im Raum Petrograd angestifteten konterrevolutionären Aufstandes teil.
Während des Russischen Bürgerkrieges war er von Januar bis August 1918 Kommandeur des 1. Regiments, von August 1918 bis November 1919 Kommandeur der 1. Brigade und von November 1919 bis November 1920 Kommandeur der 8. Kavallerie-Division der Roten Kosaken. Anschließend war er von November 1920 bis April 1924 Kommissar und Kommandeur des 1. Kavallerie-Korps der Roten Kosaken. 1922/23 studierte er an der Militärakademie der Roten Armee.
1924/25 leitete er die Höhere Kavallerie-Schule in Leningrad. 1925/26 wirkte er als sowjetischer Militärberater der Ersten Nationalarmee in Nordchina. Von 1926 bis September 1927 war er Kommissar und Kommandeur des 1. Infanterie-Korps im Leningrader Militärbezirk. 1927/28 wirkte er als sowjetischer Militärattaché in Afghanistan, von 1928 bis 1930 als Militärattaché in Japan.
Von September 1930 bis März 1933 war er Kommandeur des 13. Schützenkorps (Uralischer Militärbezirk) und 1933/34 stellvertretender Kommandeur des Nordkaukasischen Militärbezirks. 1934/35 wirkte er als stellvertretender Inspektor der militärischen Bildungseinrichtungen der Roten Armee und 1935/36 als stellvertretender Kommandeur des Leningrader Militärbezirks.
1935/36 war er zudem Mitglied der Kriegssowjets des Volkskommissariats für Verteidigung, 
Am 14. August 1936 wurde Primakow im Rahmen des Großen Terrors festgenommen. Er wurde zusammen mit Tuchatschewski, Jakir und Uborewitsch auf einer Sondersitzung des Obersten Gerichts der UdSSR am 11. Juni 1937 zum Tode verurteilt und erschossen.
1957 wurde er posthum rehabilitiert.
Primakow war drei Mal verheiratet, zuletzt mit der Regisseurin und Bildhauerin Lilja Brik.

## Schriften (Auswahl)
Primakow ist der Autor mehrerer militärhistorischer Schriften wie „Записки волонтера. Гражданская война в Китае“ (Notizen eines Freiwilligen. Bürgerkrieg in China; zuerst 1927 unter dem Pseudonym Henry Allen erschienen; erneut Moskau 1967) und „Афганистан в огне“ (Afghanistan im Feuer, 1930).

## Auszeichnungen
Primakow wurde dreimal mit dem Rotbannerorden ausgezeichnet: 1920 für seine Erfolge gegen die Weißgardisten bei Fatesch, 1921 für geschickte Befehle an seine Division in den Kämpfen in der Nähe der Stadt Proskurow im Sowjetisch-Polnischen Krieg und 1929 für seinen Kampf gegen die Basmatschi in Zentralasien.